# The Way We Was
«The Way We Was» (с англ. — «Какими мы были») — двенадцатая серия второго сезона мультсериала «Симпсоны». Впервые вышла 31 января 1991 года на телеканале «Fox».

## Сюжет
У Симпсонов во время просмотра телешоу ломается телевизор, и Мардж говорит, что в молодости у них вообще не было телевизора, и решает рассказать Барту и Лизе о своей с Гомером молодости. Первый вопрос, который Лиза задаёт это то, как Гомер сделал ей предложение. Но, вспомнив как всё было (а именно сцену, где доктор Хибберт говорит неженатым Гомеру и Мардж, что у них будет ребёнок), Мардж решает рассказать об их первой встрече.
Мы переносимся в 1974 год: Гомер, в очередной раз прогуливая уроки с Барни Гамблом, зарабатывает один день отсидки, а Мардж активно выступает за права женщин, в результате чего тоже получает один день отсидки. В три часа, в старом корпусе, в комнате 106 и произошла их первая встреча. Гомер с первого же взгляда влюбляется в Мардж на всю жизнь. Как только она входит в комнату, мир для Гомера окрашивается в другой цвет.
Гомер отправляется за помощью к консультанту, и тот предлагает ему найти с ней общие интересы, и Гомер решает вступить в клуб эрудитов. Он записывается в группу дебатов, и на следующем же занятии ругается с Арти Зиффом, внеся своё «возражение» (показав голый зад аудитории).
Гомер узнаёт, что Мардж занимается репетиторством по французскому языку, и просит её прийти к нему домой и «заняться с ним французским языком». За 7 часов Гомер узнал, что такое bonjour, научился спрягать все правильные и два неправильных глагола и петь «Alouette». После занятия Гомер приглашает Мардж на выпускной бал, и та соглашается, но, когда Гомер говорит ей, что он выдумал всё для того, чтобы узнать её поближе, она даёт ему пощёчину, но Гомер, как видно, не принял это за отказ от приглашения на выпускной.
Гомер заказывает лимузин, берёт напрокат смокинг и подъезжает к дому Мардж, но оказывается, что она идёт на бал с Арти Зиффом. Гомер очень опечален этим. Арти и Мардж выбирают королём и королевой бала, и они уезжают. Мардж отвергает Арти из-за его «шаловливых ручек», встречается с Гомером, и они навсегда остаются вместе.

## Интересные факты
- Мардж читает журнал, на обложке которого фотография девушки, похожей на Мардж.
- Из более поздней серии «The Way We Weren’t» мы узнаем, что это была не первая встреча Гомера и Мардж.
- В названии серии намеренно допущена ошибка: в английском языке после местоимения we (мы) должно стоять не was, а were (множественное число глагола to be в прошедшем времени).
- Серия должна была быть показана 27 декабря 1990 года а не 31 января 1991 года.

## Культурные отсылки
Название эпизода отсылает к фильму «Встреча двух сердец» (англ. The Way We Were); название этого же фильма фильма обыграно в другом эпизоде, «The Way We Weren’t».

## Саундтрек
- «The Joker» в исполнении «The Steve Miller Band» — Гомер поёт в машине в самом начале серии.
- «Close to You» («They Long to Be») в исполнении «The Carpenters» — Гомер в первый раз встречает Мардж во время наказания, затем на балу при танце Мардж с Арти Зиффом. Эта же песня звучит в полнометражном фильме «Симпсоны в кино» после расставания Мардж с Гомером (на Аляске). Эта песня в других сериях включая 23-й Хеллоуинский выпуск фигурировала от части.
- «Pick Up The Pieces» в исполнении «The Average White Band» — Гомер готовится к дебатам и читает литературу.
- «I’m Gonna Love You Just a Little More Baby» Барри Уайта — первая песня, которую Гомер поставил на проигрывателе во время занятий французским с Мардж.
- «Do the Hustle» в исполнении Вана Маккоя — вторая песня, которую поставил Гомер на проигрывателе во время занятий французским с Мардж.
- «The Streak» в исполнении Рэйчел Стивенс — играет, когда Барни голым пробегает во время бала.
- «Goodbye Yellow Brick Road» в исполнении Элтона Джона — играет на школьном балу.
- «Colour My World» в исполнении «Chicago» — играет на школьном балу.